# Turkey Creek (Louisiane)
Turkey Creek est un village de la paroisse d'Évangéline, dans l'État de Louisiane, aux États-Unis,. En 2020, il compte une population de 394 habitants.

## Démographie
Lors du recensement de 2010, le village comptait une population de 441 habitants, tandis qu'en 2020, elle s'élève à 394 habitants.